# Walther Jaroschek

Walther Jaroschek

Walther Jaroschek (* 22. Februar 1903 in Freiwaldau; † 15. Juni 1968) war ein deutscher Politiker (NSDAP).

## Leben und Wirken
Nach dem Besuch der Volksschule, eines Realgymnasiums in Freiwaldau und der Handelsakademie in Olmütz, die er 1922 mit der Matura verließ, arbeitete Jaroschek von 1922 bis 1925 als Speditionsbeamter in Wien. Danach ließ er sich als Spediteur und Kaufmann im Kohlengroßhandel in Freiwaldau-Gräfenberg und als Kurhausleiter in Gräfenberg nieder.
Politisch engagierte Jaroschek sich seit seiner Jugend im Deutschen Turnverband und in der völkischen Jugendbewegung. 1921 wurde er Leiter des nationalen Jugendrings in Olmütz und seit 1925 bekleidete er Führungsämter in Turnverbandsgliederungen.
In den 1930er Jahren war Jaroschek aufgrund seiner politischen Tätigkeit in seiner Heimat, die zur Tschechoslowakei gehörte, in eine Reihe politischer Schutzgesetzprozesse verwickelt. In einem dieser Prozesse wurde er zu einer zweieinhalbmonatigen Haftstrafe verurteilt. Von 1934 bis 1935 war er Ortsleiter der Sudetendeutschen Partei (SdP) und ab 15. Januar 1936 Bezirksleiter der SdP.
Anfang November 1938 wurde er zum Beauftragten für den Aufbau der NSDAP im Kreis Freiwaldau ernannt und blieb dies bis zum 11. Dezember 1938. Am 4. Januar 1939 beantragte er die Aufnahme in die NSDAP und wurde rückwirkend zum 1. November 1938 aufgenommen (Mitgliedsnummer 6.568.833). Anschließend war er bis September 1942 Kreisleiter des Kreises Freiwaldau. Ab dem 21. Januar 1939 war er zusätzlich Mitglied des Beirates der Wirtschaftskammer Sudetenland und Hauptabschnittsleiter der NSDAP. Im September 1942 wurde er aus eigenem Wunsch vom Amt des Kreisleiters entbunden.
Jaroschek zog nach der Ergänzungswahl am 4. Dezember 1938 als Abgeordneter für die sudetendeutschen Gebiete in den nationalsozialistischen Reichstag ein, dem er bis zum Erlöschen seines Mandates am 23. September 1944 angehörte.